# Hayato Sakurai
Hayato Sakurai (桜井 速人?, Sakurai Hayato; Prefettura di Ibaraki, 24 agosto 1975) è un lottatore di arti marziali miste e kickboxer giapponese.
Con una lunga carriera alle proprie spalle, ha combattuto per promozioni UFC, PRIDE, DREAM, Shooto, Vale Tudo Japan e DEEP, oltre a partecipare ad eventi quali Yarennoka!, Dynamite!! 2008, Dynamite!! 2009, Dynamite!! 2010 e Fight For Japan: Genki Desu Ka Omisoka 2011. È stato campione dei pesi medi della promozione Shooto e si è classificato secondo nel ADCC Submission Wrestling World Championship del 1999 per la categoria openweight maschile. Nel massimo picco della sua carriera, tra il 2000 ed il 2001, era considerato tra i primi dieci lottatori nella classifica pound for pound.
Il suo celebre soprannome Mach, pronunciato "maha" in giapponese, fu adottato in onore del suo eroe d'infanzia, il wrestler Higo Shigehisashi o meglio noto come Mach Hayato.

## Caratteristiche tecniche
Hayato Sakurai è un lottatore dallo stile di combattimento completo, abile sia nel combattimento in piedi che in quello a terra.

## Carriera nelle arti marziali miste

### L'esperienza con DREAM
Il 5 aprile 2009 prese parte al DREAM Welterweight Grand Prix, indetto dall'omonima promozione, affrontando il quotato peso leggero Shinya Aoki nel round d'apertura del torneo. Sakurai mise in mostra una prestazione spettacolare, mettendo KO il rivale in soli 27 secondi con ginocchiate alla testa e pugni. Nella semifinale, svoltasi il 20 luglio, venne a gran sorpresa sconfitto da Marius Žaromskis per KO al primo round dopo un calcio alla testa. Il 31 dicembre, a Saitama, combatté il veterano Akihiro Gono allo show Dynamite!! 2009. Sakurai ebbe la meglio nella prima fase dell'incontro ma fu eventualmente sconfitto via armbar al secondo round. Il 29 maggio 2010 si trovò opposto a Nick Diaz, venendo sconfitto nuovamente tramite armbar. Con tre sconfitte negli ultimi tre incontri, dopo l'evento il giapponese ipotizzò un suo possibile ritiro, dichiarando di sentirsi ancora bene fisicamente ma non altrettanto a livello mentale.
Sakurai avrebbe dovuto combattere per la seconda volta Marius Žaromskis all'evento DREAM 17, in un match non titolato. Tuttavia un infortunio alla gamba del giapponese causò l'annullamento della sfida e Sakurai fu sostituito dal connazionale Eiji Ishikawa.
Tornò dall'infortunio solo il 31 dicembre 2011, per affrontare Ryo Chonan all'evento Fight For Japan: Genki Desu Ka Omisoka 2011. Mach si aggiudicò l'incontro tramite decisione unanime.
Esattamente un anno dopo affrontò quindi il veterano Phil Baroni, in occasione dell'evento DREAM 18, sconfiggendolo ai punti.